# Статистический учёт
Статистический учёт — часть хозяйственного учёта, представляющая информационную систему сбора, накопления, обработки и изучения количественных экономических показателей, их состояние и изменения.

## Определение
По мнению ряда экономистов статистический учёт — это часть хозяйственного учёта, представляющая систему сбора, накопления, обработки и изучения количественных экономических показателей, их состояние и изменения. Для формирования статистического учёта используются экономические показатели оперативного, бухгалтерского и других видов учёта.